# Канистро
Канистро (итал. Canistro) — коммуна в Италии, расположена в области Абруццо, подчиняется административному центру Л’Акуила.
Население составляет 1050 человек (на 2005 г.), плотность населения составляет 66,54 чел./км². Занимает площадь 15,78 км². Почтовый индекс — 67050. Телефонный код — 0863.
Покровителем коммуны почитается Иоанн Креститель. Праздник ежегодно празднуется 13 и 26 августа.